# Гелена Моджеєвська
Гелена Моджеєвська (пол. Helena Modrzejewska); власне Ядвіга Гелена Мізель (пол. Jadwiga Helena Misel), після одруження Хлаповська (пол. Chłapowska); (12 жовтня 1840, Краків — 8 квітня 1909, Ньюпорт-Біч, Каліфорнія, США) — польська актриса, яка спеціалізувалася на ролях Шекспіра та трагічних ролях (головна роль у Марії Стюарт Юліуша Словацького або роль шаленої Пракседи з «Карпатських гуралів» Юзефа Коженьовського). Одна з найвідоміших польських акторок в історії.
Гелену можна назвати справжньою пропагандисткою творчості Вільяма Шекспіра, яка своєю творчістю оживила такі жіночі персонажі як: Леді Макбет, Офелію та Джульєтту. Крім того, вона була включена до числа найкрасивіших жінок епохи. Мати інженера та конструктора мостів Рудольфа Моджеєвського.

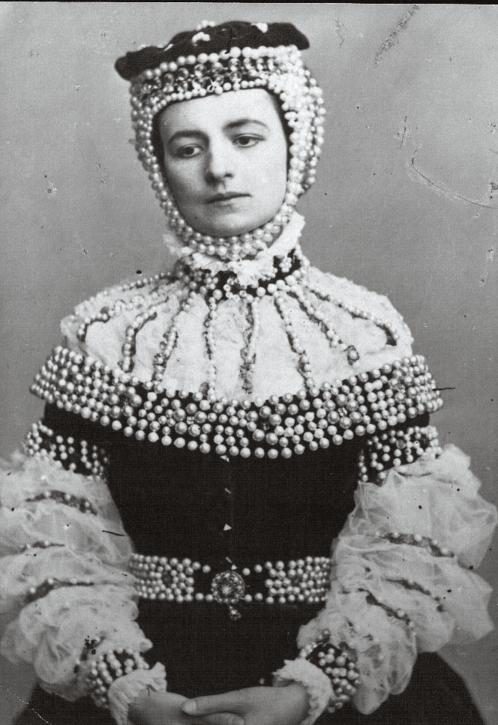
Валерій Жевуський, Гелена Моджеєвська в головній ролі у виставі «Барбара Радзівілувна», 1865 рік

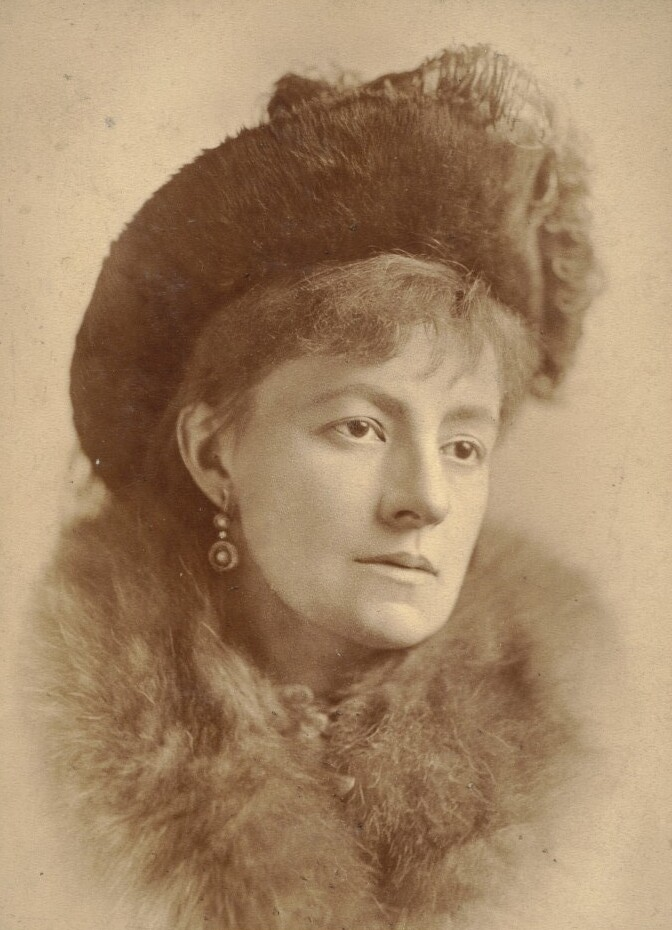
Гелена Моджеєвська у 1879 році

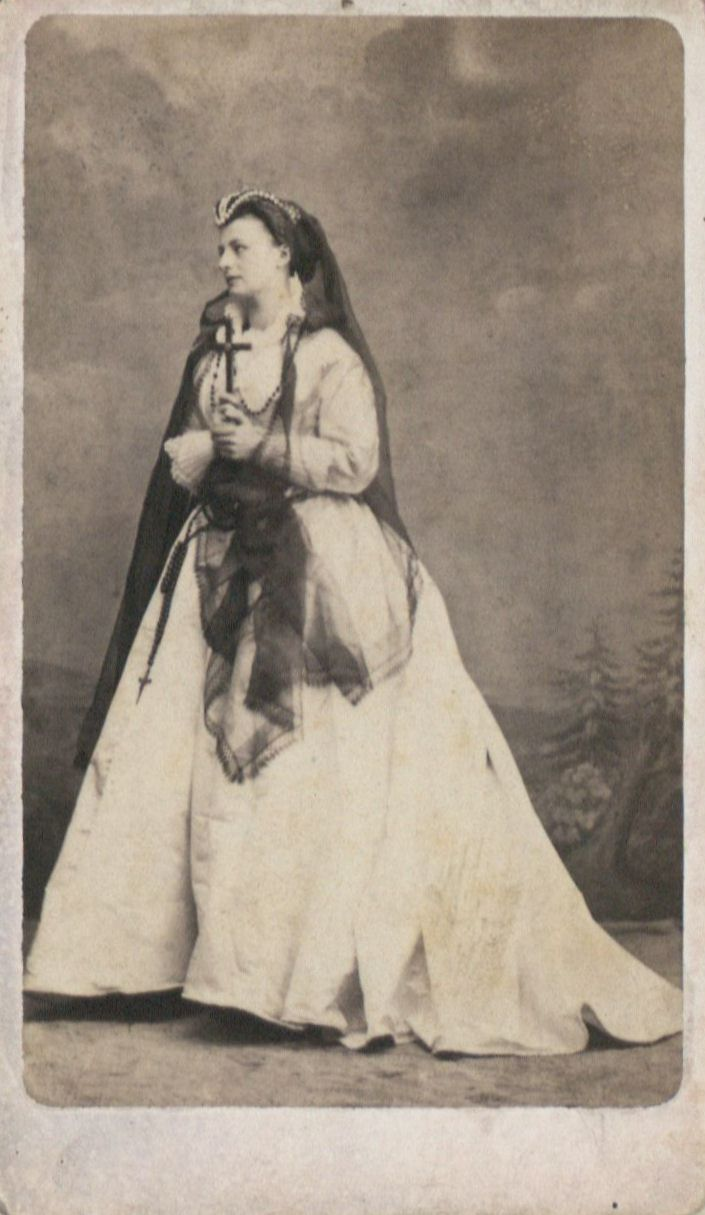
Гелена Моджеєвська в ролі Марії Стюарт у виставі Фрідріха Шиллера (місце зберігання: Державний архів у Познані)

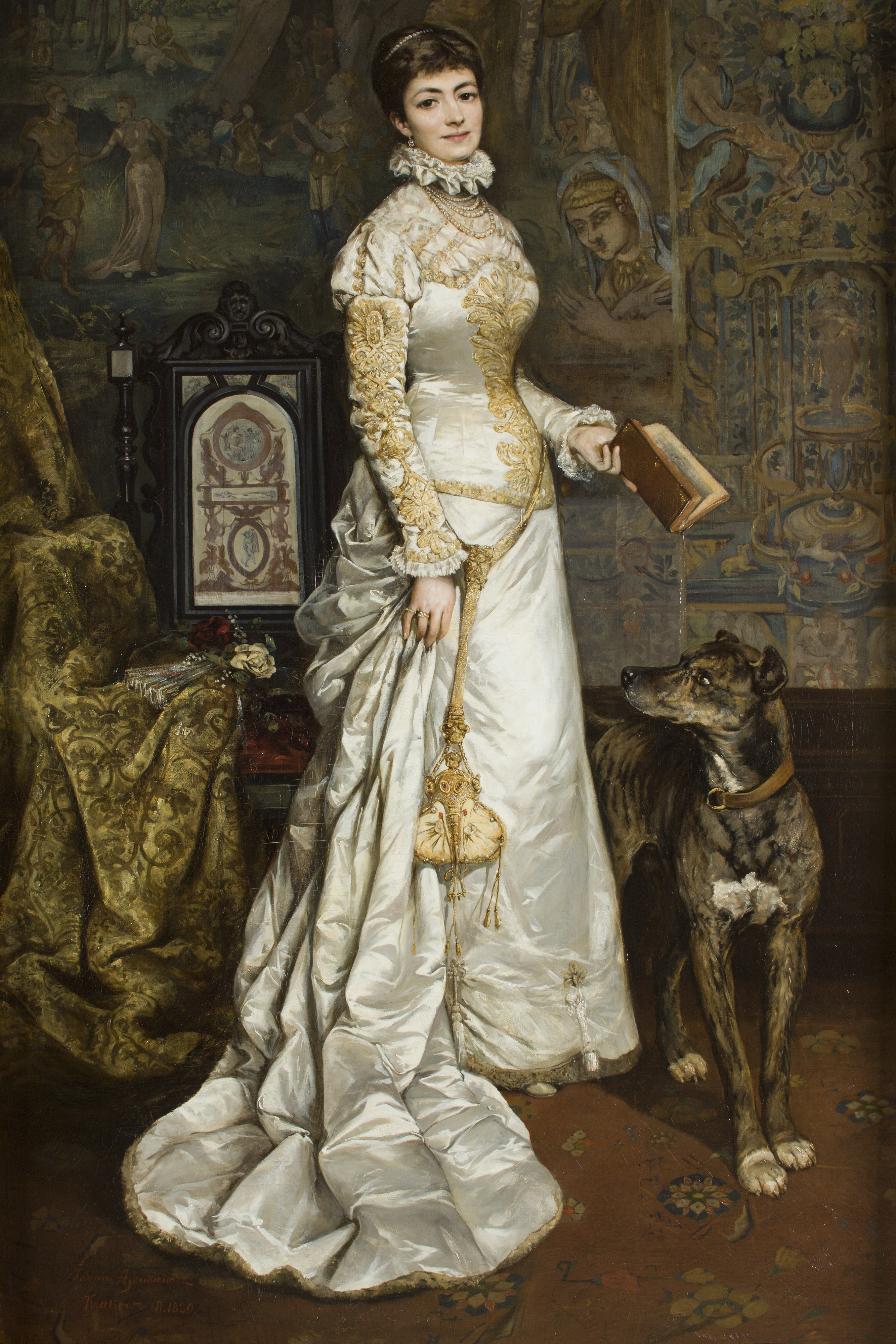
Портрет Гелени Моджеєвської авторства Тадеуша Айдукевича, 1880 рік

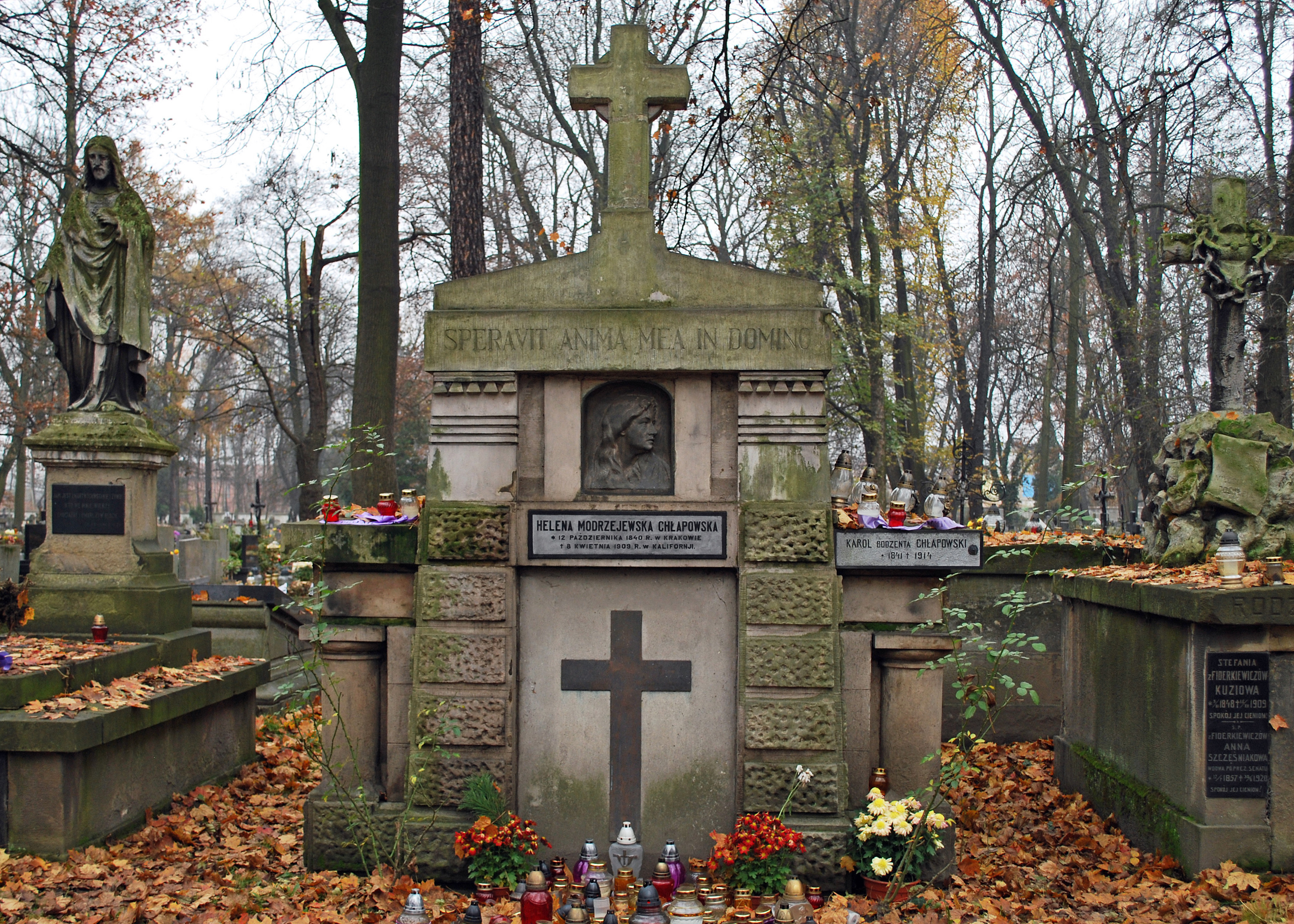
Раковицьке кладовище
Могила Гелени Моджеєвської

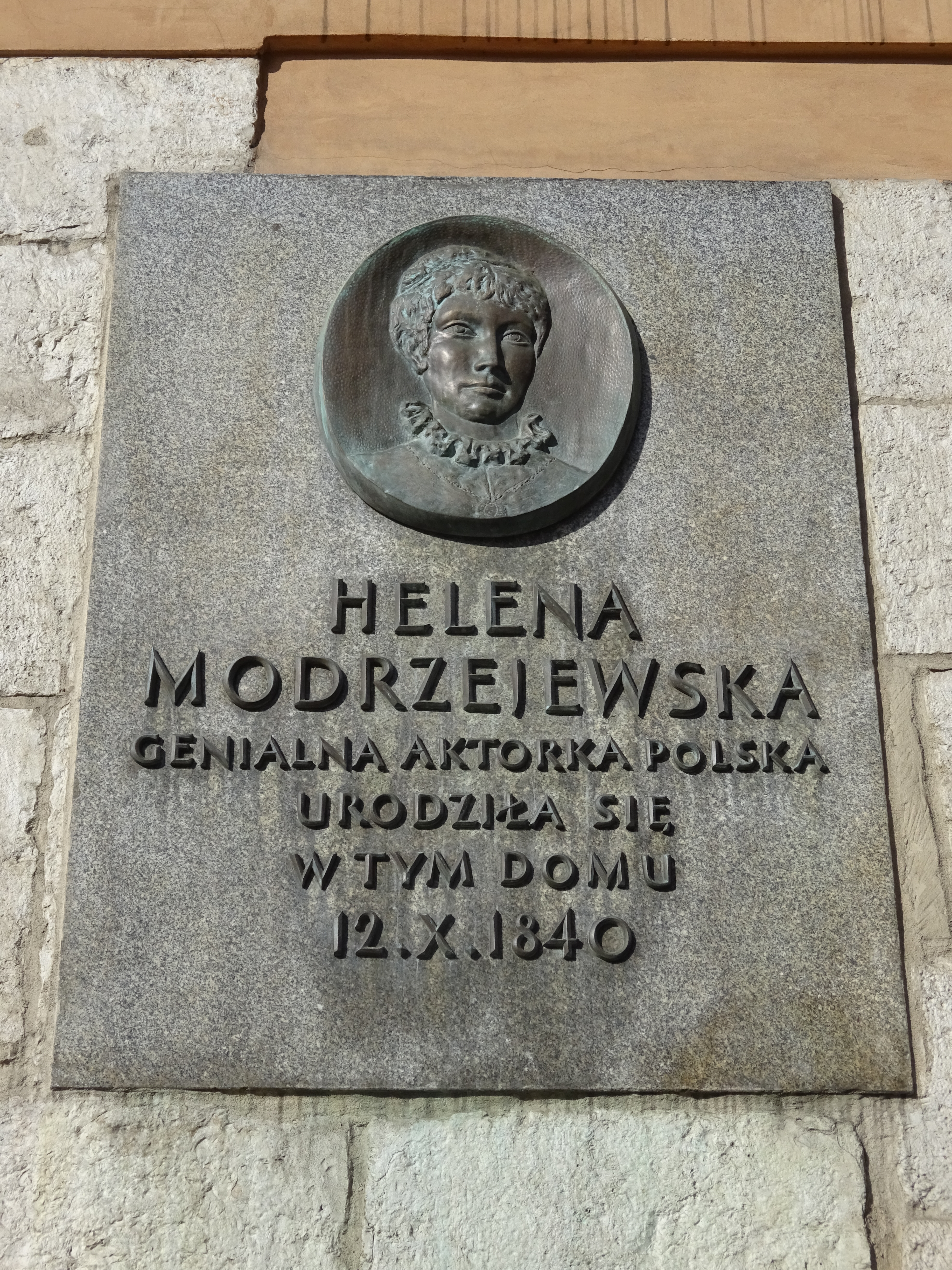
Таблиця на будинку за адресою вул. Гродзька, 22 у Кракові, якою вшанували народження в цьому будинку Олени Моджеєвської 12 жовтня 1840 року

## Життєпис
Гелена була позашлюбною дитиною Юзефи Бенди, з дому Місель, вдови заможного купця. Її зведені брати Юзеф та Фелікс також були акторами. Артистка взяла собі псевдонім Моджеєвська (пол. Modrzejewska) на початку сценічної кар'єри. Вона вчилася на стипендію, а потім в ордені сестер презенток. Співпрацювала з Густавом Зімаєром, завдяки якому дебютувала на провінційних сценах. Виступала в Бохні, Новому Санчі, Перемишлі, Ряшеві та Бережанах. У 1862 році вперше виступила у Львові, де вперше зіграла в романтичній драмі — як Скірке в «Баладіні» Словацького. З 1863 року виступала на сценах Івано-Франківська та Чернівців, з'являючись у наступних п'єсах Юліуша Словацького. В 1865 році Зімайер намагався отримати контракт для Моджеєвської у віденських театрах, але через слабке володіння нею німецької мови план не вдався. Того ж року акторка захопилася театром у Кракові на 4 роки, а з 1868 року почала виступати у варшавських театрах. Там за 8 років виступів здобула статус зірки.
У 1876 році емігрувала до Каліфорнії зі своєю родиною та друзями: Юліаном Сипнєвським, Луцяном Папроцьким та Генриком Сенкевичем. Спочатку Станіслав Віткевич та Альберт Хмельовський також належали до групи, яка планувала емігрувати, але обоє відмовилися від поїздки. Емігранти оселилися в Анагаймі, штат Каліфорнія, де вони керували фермою (з цього періоду походять «Ескізи вугіллям» Генрика Сенкевича). Однак бізнес провалився, і група переселенців через якийсь час розлучилася.
З візитом Моджеєвської до Польщі на рубежі 1879/1880 років пов'язана трагічна подія: сімнадцять учнів молодших класів вирішили відзначити актрису і склалися для неї на великий букет квітів. Букет був перев'язаний стрічкою в національних кольорах, на якій був напис польською мовою: «Гелені Моджеєвській від учнів гімназії». Квіти були вручені актрисі під час одного з виступів у Варшаві. Згадані гімназисти були обвинувачені владою за патріотичну демонстрацію. Учнів покарали вилученням зі школи й одночасно забороною приймати їх до будь-якої іншої школи. Один зі студентів, Ігнацій Неуфельд, застрелився 21 січня 1880 року, а Моджеєвська взяла участь у його похоронах. Справа гімназистів набула значного розголосу в той час.
Моджеєвська, пробувши кілька років за кордоном та інтенсивно вивчаючи англійську мову, взяла псевдонім Гелена Моджеска та успішно дебютувала у США в Каліфорнійському театрі. Продовжила свою акторську кар'єру в еміграції, переважно виступаючи на американських та англійських сценах. Здобула величезне визнання та відомість, виступаючи переважно з репертуаром Шекспіра. В 1883 році прийняла американське громадянство. В 1893 році її запросили прочитати лекцію на Чиказькому жіночому конгресі (пол. World’s Fair Auxiliary Congress), де вона представила становище жінок під російською та пруською окупацією. Критичне ставлення Моджеєвської до російського уряду, висловлене у виступі, спричинило вихід царського указу, який заборонив їй в'їзд на російську територію. Останній візит до Польщі відбувся на рубежі 1902/1903 років. Під час цього перебування з 31 жовтня 1902 року по 28 квітня 1903 року Моджеєвська виступала у Львові, Познані та Кракові.
Протягом своєї світової кар'єри Моджеєвська не забувала про Краків. Після тривалої перерви приїхала до рідного міста в 1879 році, на запрошення на ювілей Юзефа Ігнація Крашевського. Під час одного зі своїх наступних поїздок знайомиться із Станіславом Виспянським, який малює їй дизайн сукні — костюм Лаодамії в «Протесіласі та Лаодамії». У 80-х роках міська влада подарувала Моджеєвській дерев'яну віллу з садом. Облаштуванням будинку зайнявся друг актриси Станіслав Віткевич, який згодом надав віллі риси закопанського стилю. У цій будівлі акторка затримувалась під час перебування у Кракові. Будинок досі стоїть на вул. Мазовецькій, а поруч з нею підіймаються будівлі робітничої колонії під назвою «Моджеювка».
2 травня 1905 року провела ювілейний виступ у Нью-Йорку. Після ювілею вирушила у дворічний тур і закінчила акторську кар'єру. Пізніше Моджеєвська виступала епізодично, підтримуючи благодійні цілі. Зіграла загалом 260 ролей. Померла на острові Бей-Іст в Ньюпорті, штат Каліфорнія 8 квітня 1909 року. Її похорон відбувся в Лос-Анджелесі, але потім її останки перенесли на Раковицьке кладовище у Кракові, а похорон перетворився на патріотичну маніфестацію. Похоронну промову виголосив Генрик Сенкевич. Могила Моджеєвської розташована біля головної алеї, в штабі 54.
Написала спогади англійською мовою — «Спогади та враження Гелени Моджеєвської» (англ. Memories and Impressions of Helena Modjeska), які були опубліковані у 1910 році у США, а уривки друкувалися у польських журналах. Польське видання було опубліковано у 1957 році в тиражі Літературного Видавництва.
Емоційно була пов'язана з двома чоловіками — Густавом Зімайером, який був батьком двох її дітей: сина — Рудольфа Моджеєвського — і дочки Марії (яка померла в дитинстві). Але у 1868 році вирішила пов'язати своє життя з іншим чоловіком й вийшла заміж за поміщика Кароля Хлаповського. Померла 1914 року. Після переїзду до США вона подавала себе на 6 років молодшою, а сина Рудольфа представляла своїм братом.
Була хресною мамою актриси Етель Баррімор та Станіслава Ігнація Віткевича.

## Цікаві факти
Виняткове місце в репертуарі Гелени Монджеєвської посідає творчість Вільяма Шекспіра. Акторка зіграла близько 95 разів у творах видатного автора.

У 1867 році Гелена Монджеєвська останній раз виступила у Варшаві. Після цього разом зі своїм другим чоловіком поїхала до Америки. Тоді дебютом акторки став виступ у Каліфорнійському театрі, що мав великий успіх.

Ролі Гелени Моджеєвської
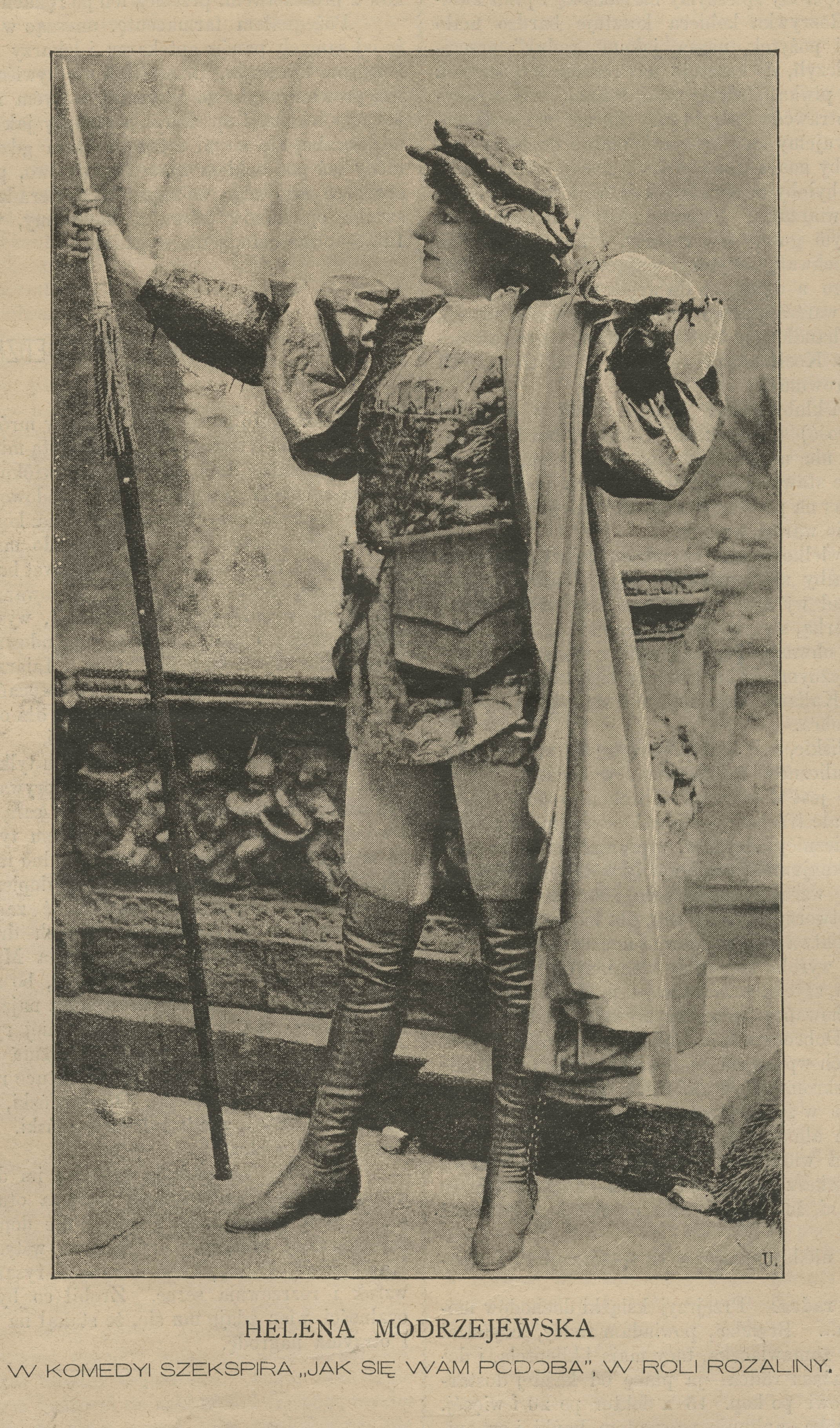
Гелена Моджеєвська в комедії Шекспіра «Як вам це подобається» в ролі Розаліни
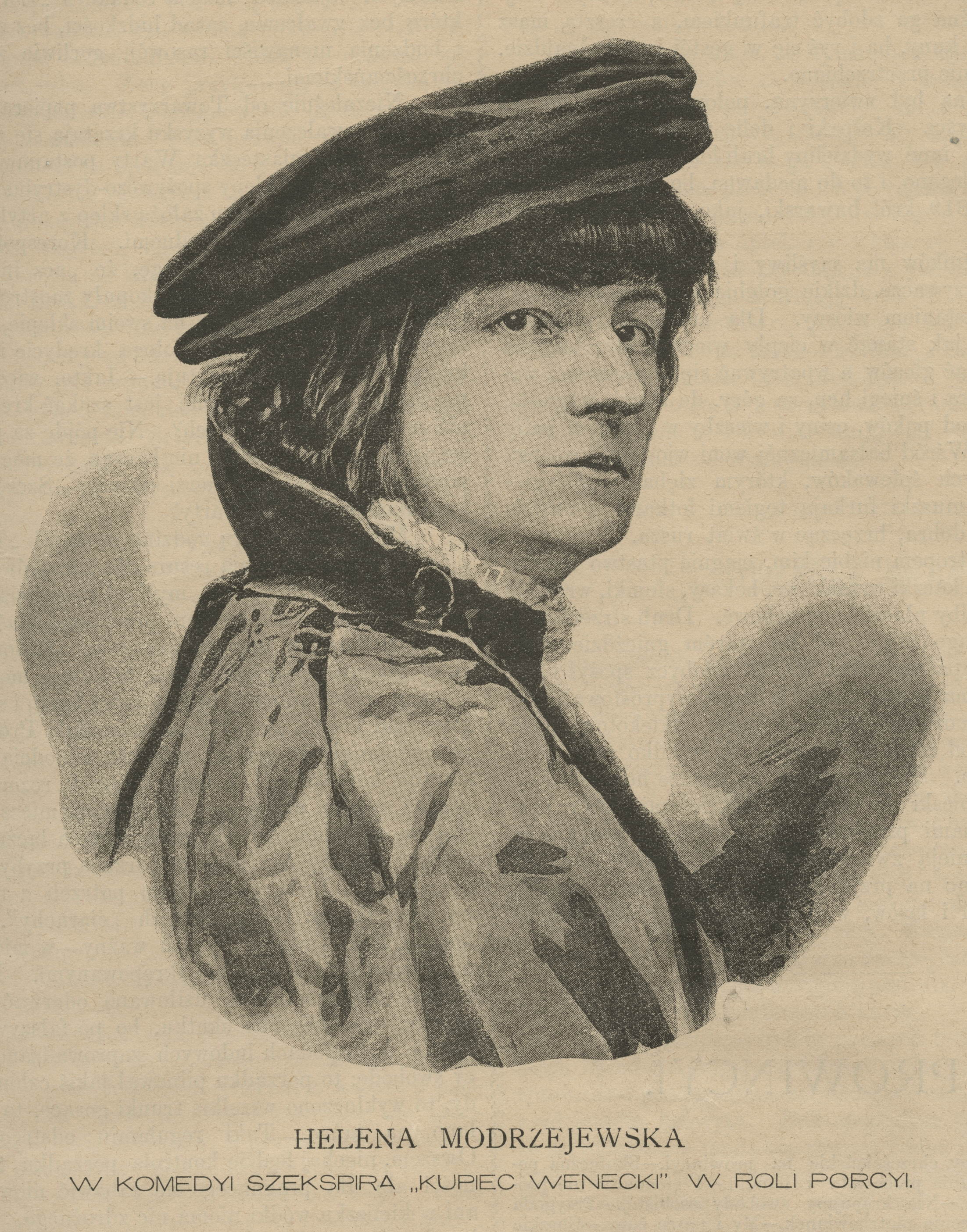
Гелена Моджеєвська в комедії Шекспіра «Венеціанський купець» в ролі Порції
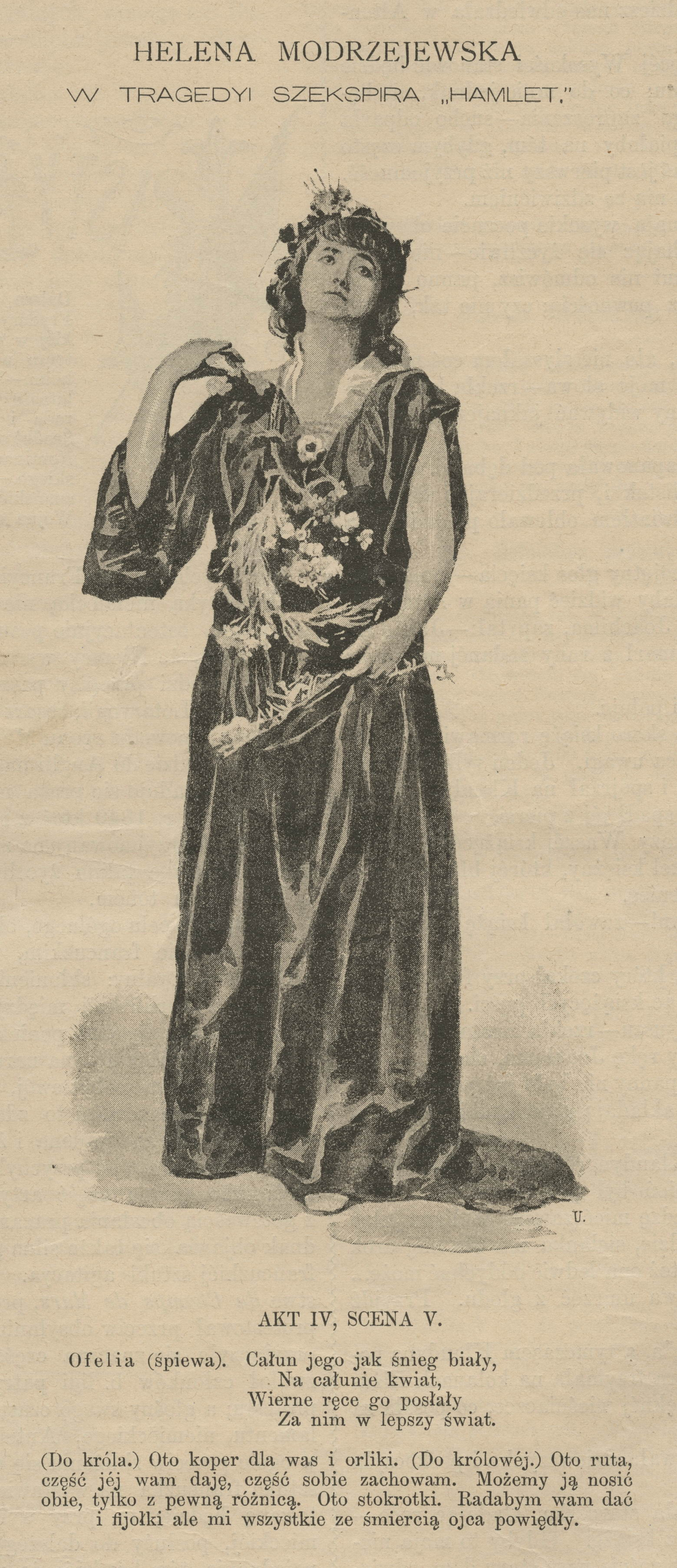
Гелена Моджеєвська в трагедії Шекспіра «Гамлет»
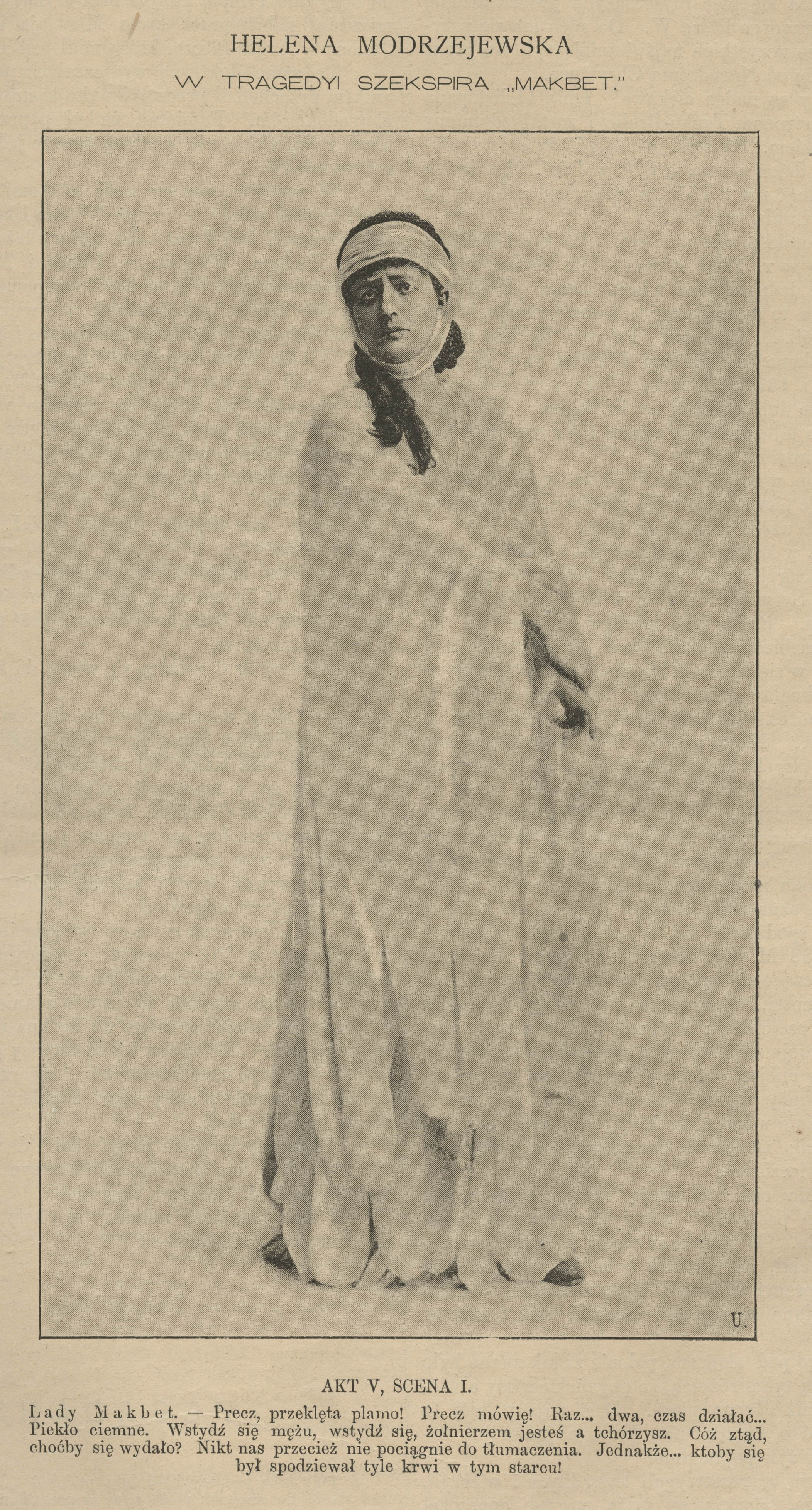
Гелена Моджеєвська в трагедії Шекспіра «Макбет»
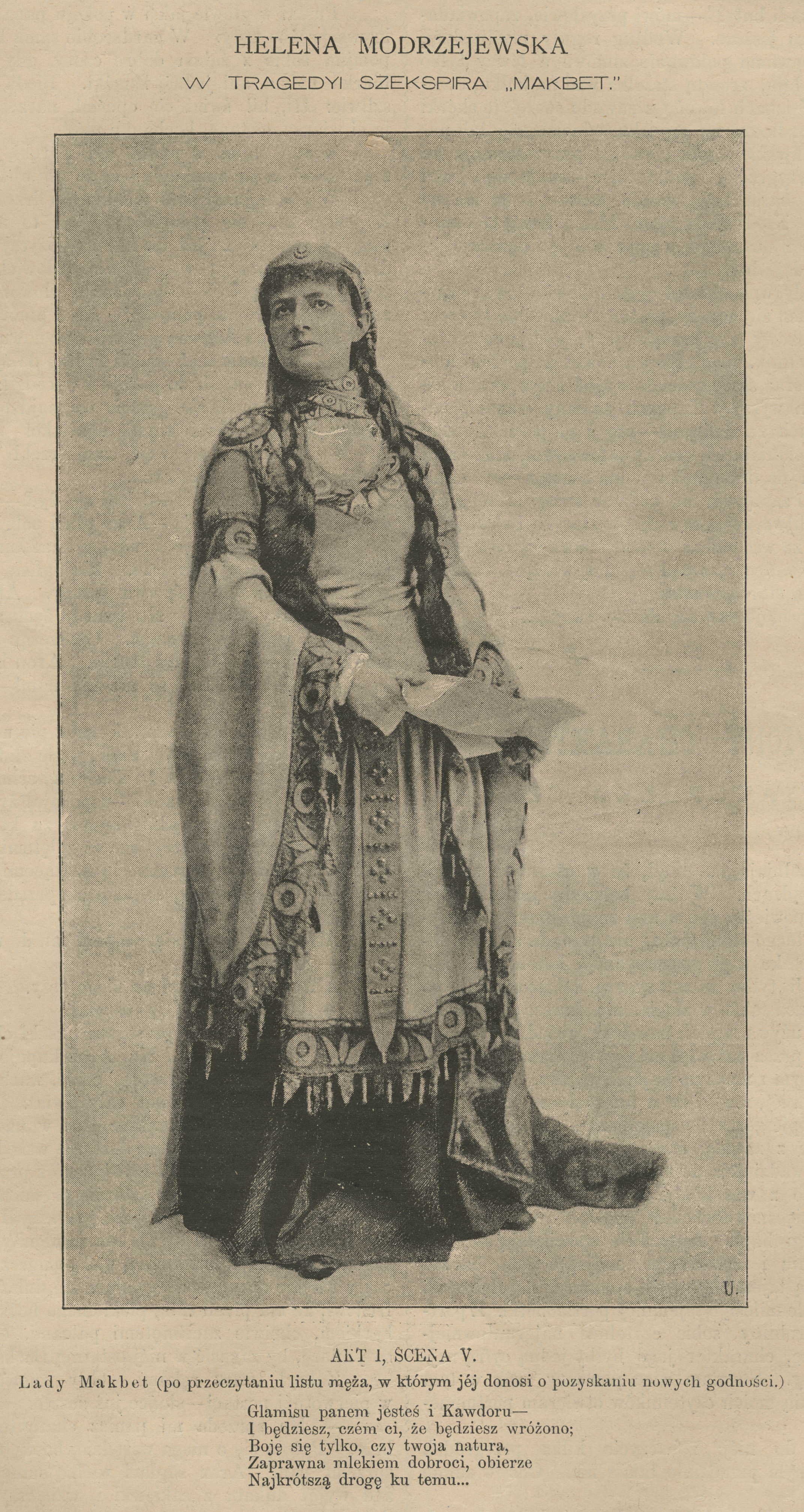
Гелена Моджеєвська в трагедії Шекспіра «Макбет»
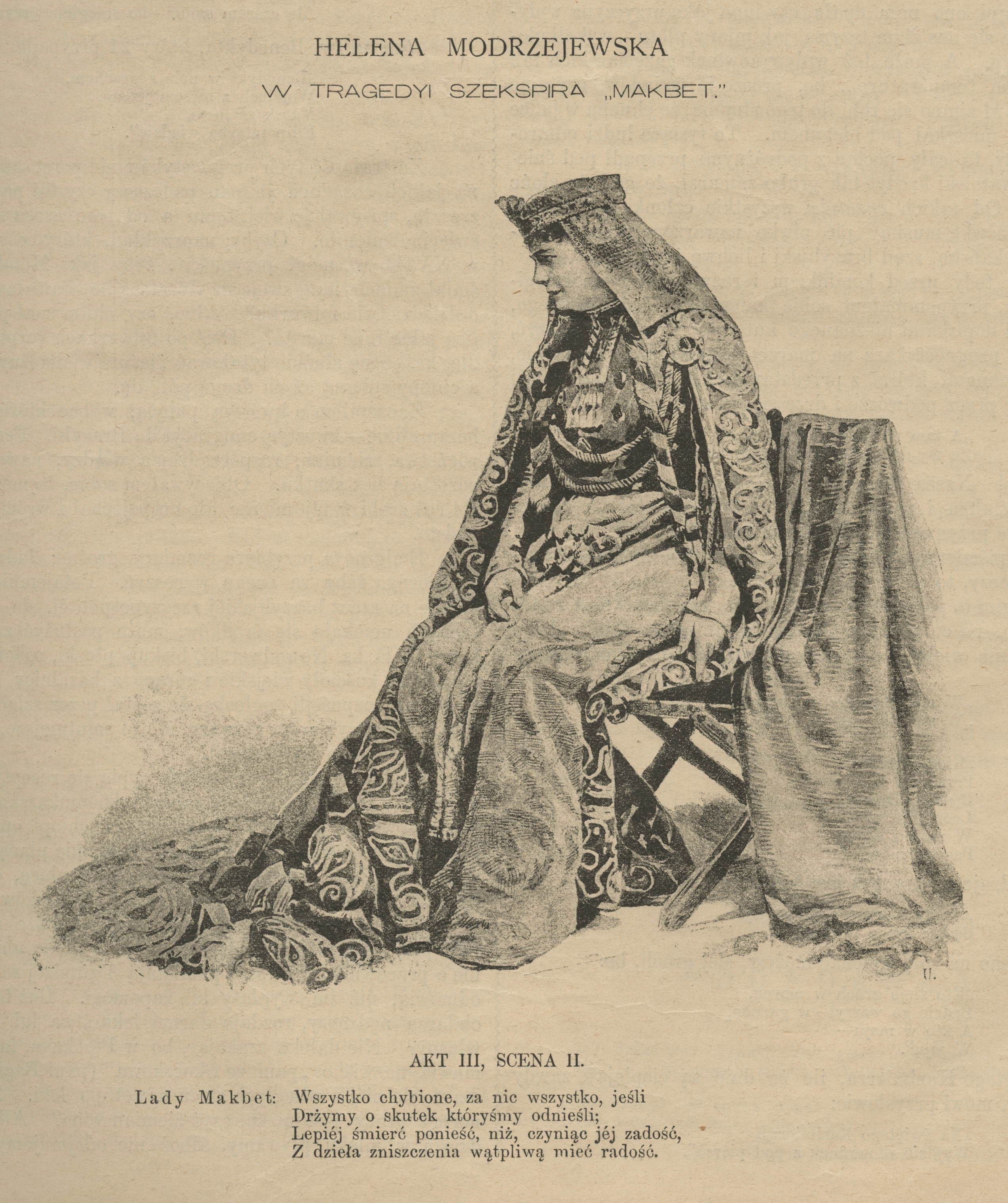
Гелена Моджеєвська в трагедії Шекспіра «Макбет»
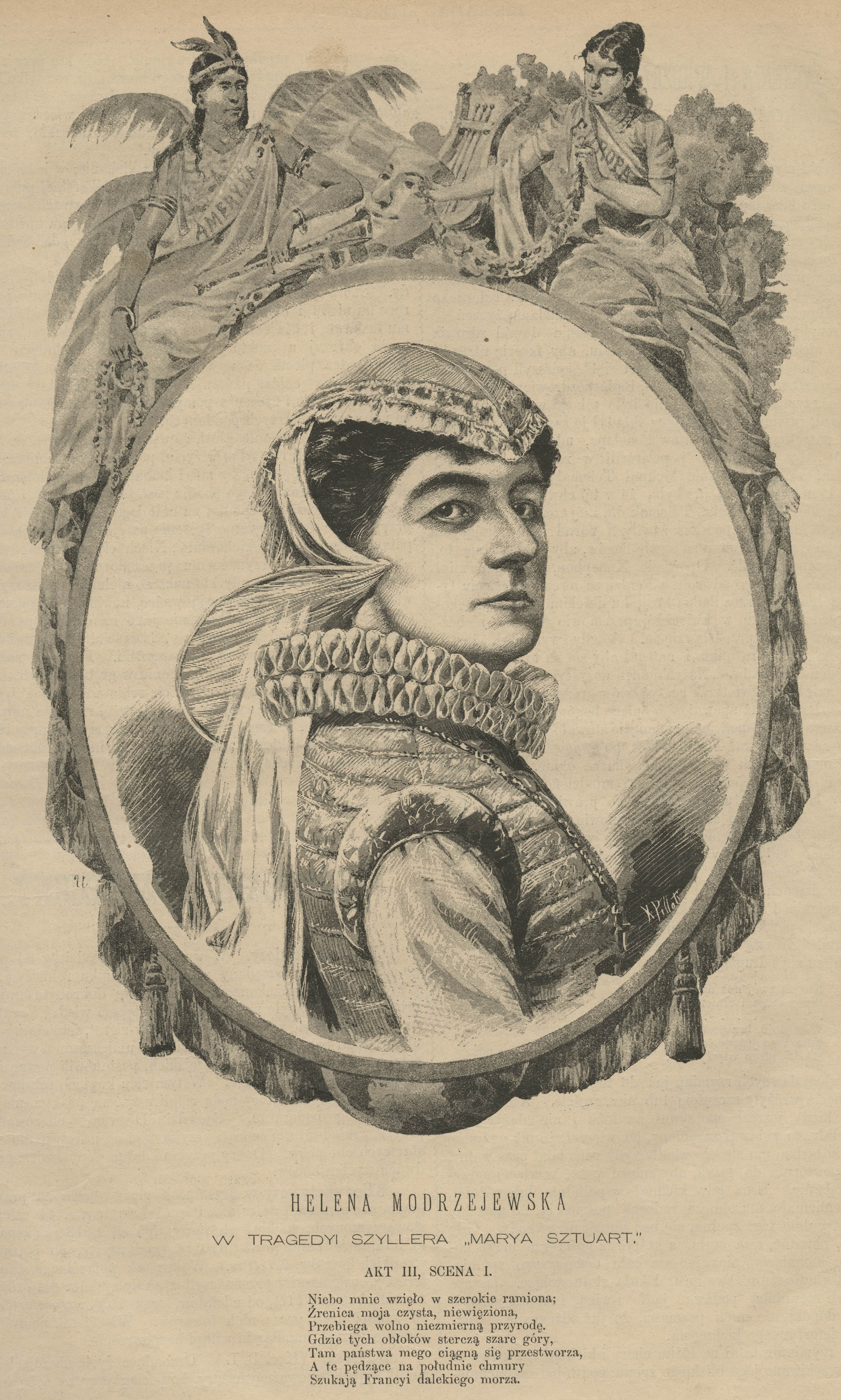
Гелена Моджеєвська в трагедії Шиллера «Марія Стюарт»
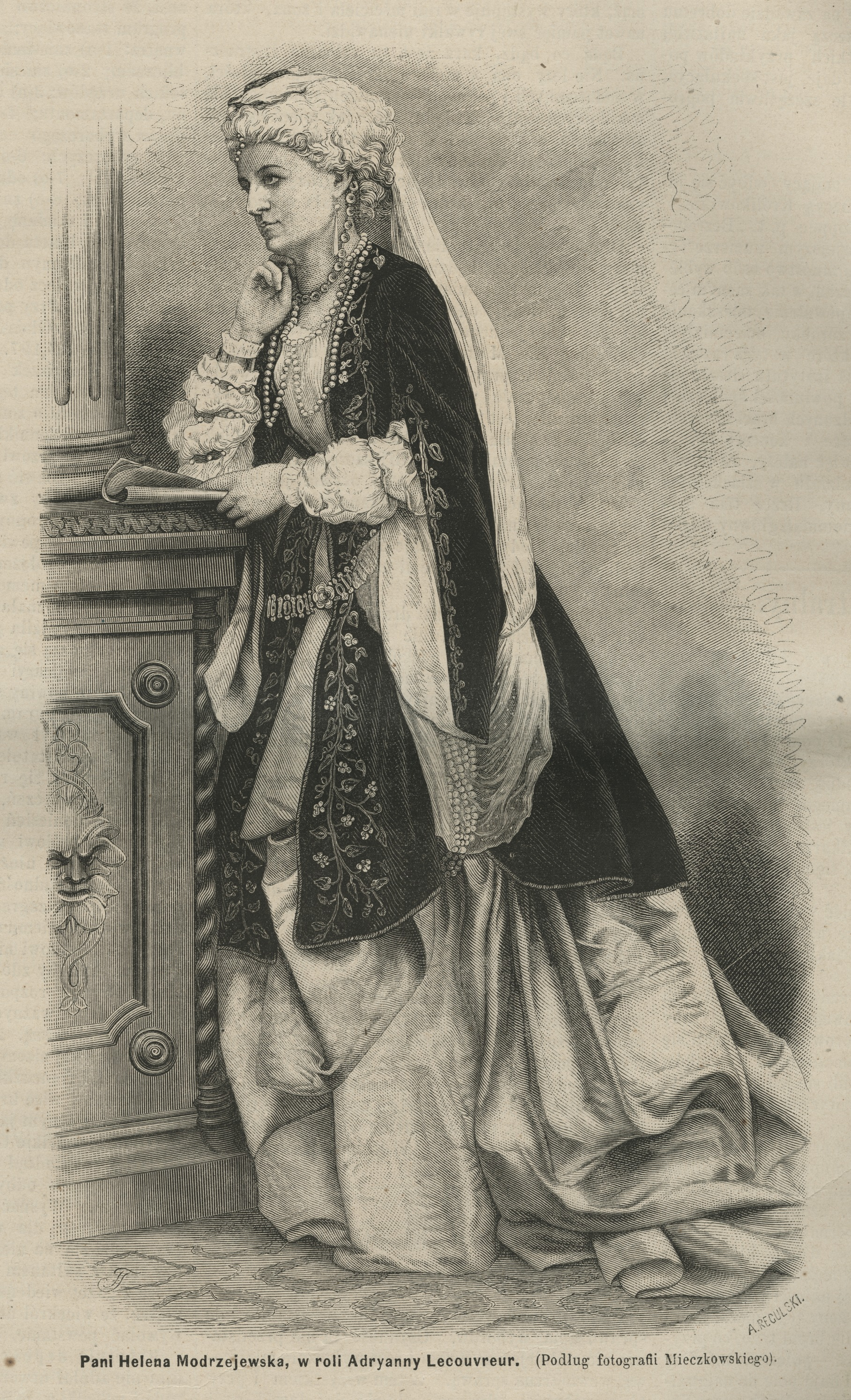
Гелена Моджеєвська, в ролі Адріани Лекурвюр
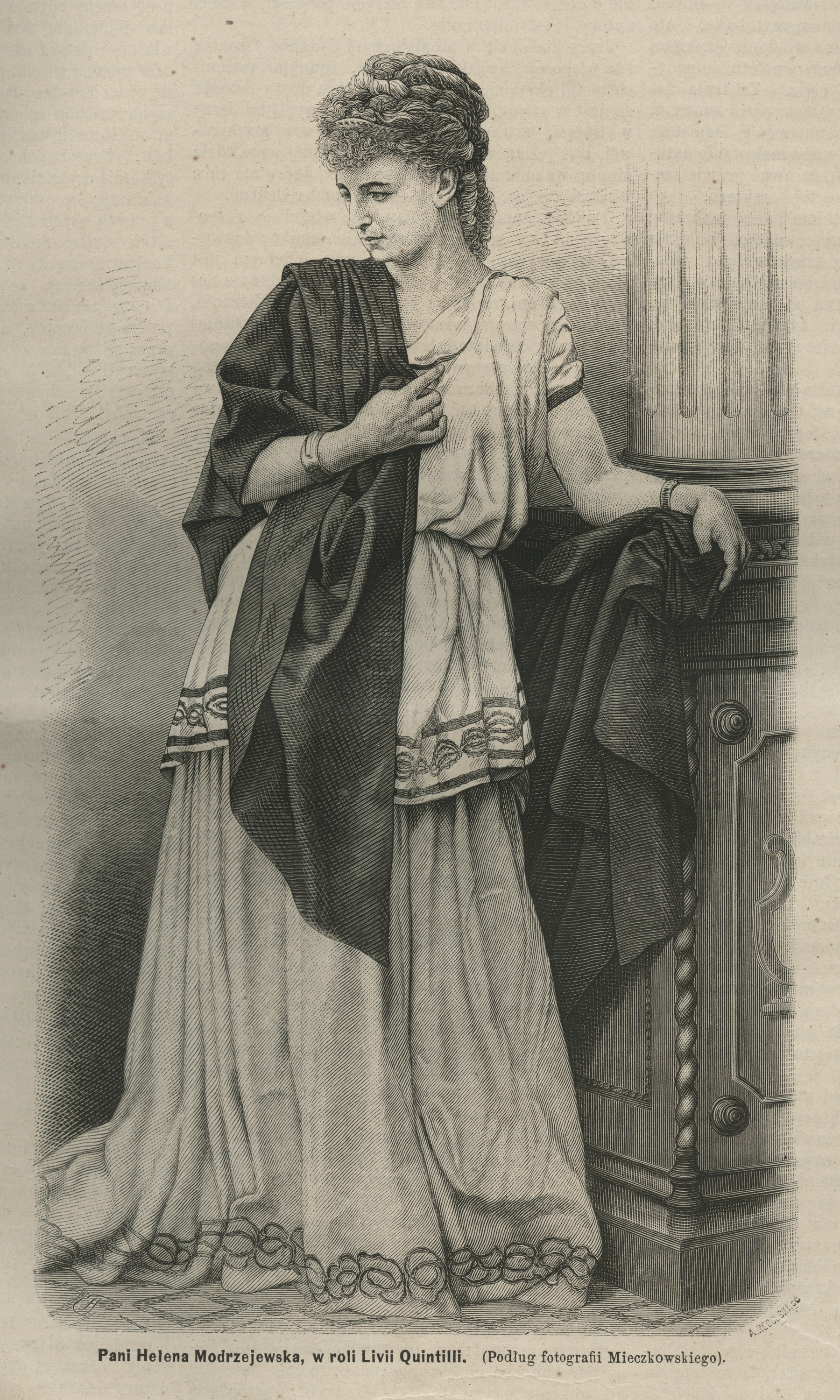
Гелена Моджеєвська, в ролі Лівії Квінтіллі

## Вшанування
Упродовж 1913—1943 років у Львові, в місцевості Новий Світ була вулиця Гелени Моджеєвської (нинішня вул. Іллі Кокорудза).